# ارسلاویه
اُرُسلاویه (به کرواتی: Oroslavje) شهری در کراپینا-زاگریه کشور کرواسی است که جمعیت آن در سال ۲۰۱۱ میلادی ۶٬۱۲۴ نفر بوده‌است.